# Reinaldo Gargano

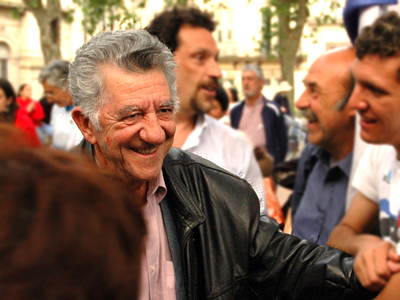
Reinaldo Gargano

Reinaldo Gargano Ostuni (* 26. Juli 1934 in Paysandú, Uruguay; † 5. Februar 2013) war ein uruguayischer Politiker und Diplomat.

## Leben
Er bekleidete vom 1. März 2005 bis zum 3. März 2008 das Amt des uruguayischen Außenministers und war seit 2001 Vorsitzender der Partido Socialista del Uruguay (deutsch Sozialistische Partei Uruguays) und seit 1984 Mitglied des Senats.
Nach dem Militärputsch 1973 ging Gargano 1974 ins Exil nach Spanien, kehrte aber einige Jahre später nach Uruguay zurück und übernahm für 16 Jahre das Amt des Generalsekretärs der PSU.
Kurz nachdem Gargano Außenminister geworden war, nahm das Land wieder diplomatische Beziehungen zu Kuba auf.
Gargano war mit Judith Grauert († 26. Oktober 2010), der Gründerin des Instituto Mujer y Sociedad und Tochter Héctor Grauerts, verheiratet. Das Paar hatte zwei Kinder.